# هیروکو تسوجی
هیروکو تسوجی (انگلیسی: Hiroko Tsuji؛ زادهٔ ۲۹ نوامبر ۱۹۳۸) ژیمناست هنری اهل ژاپن بود.